# St. Andreas (Heiligenthal)

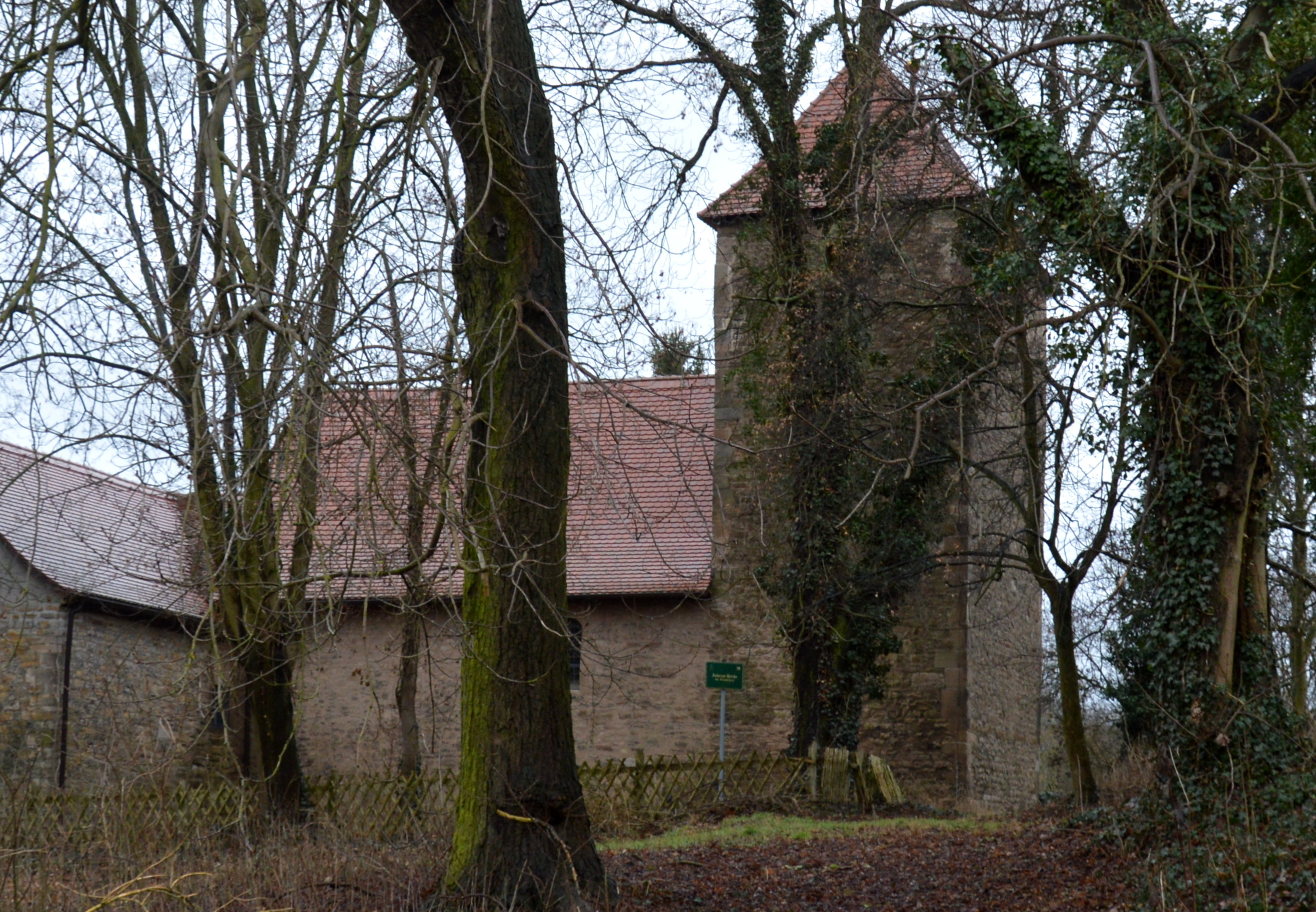
St.-Andreas-Kirche

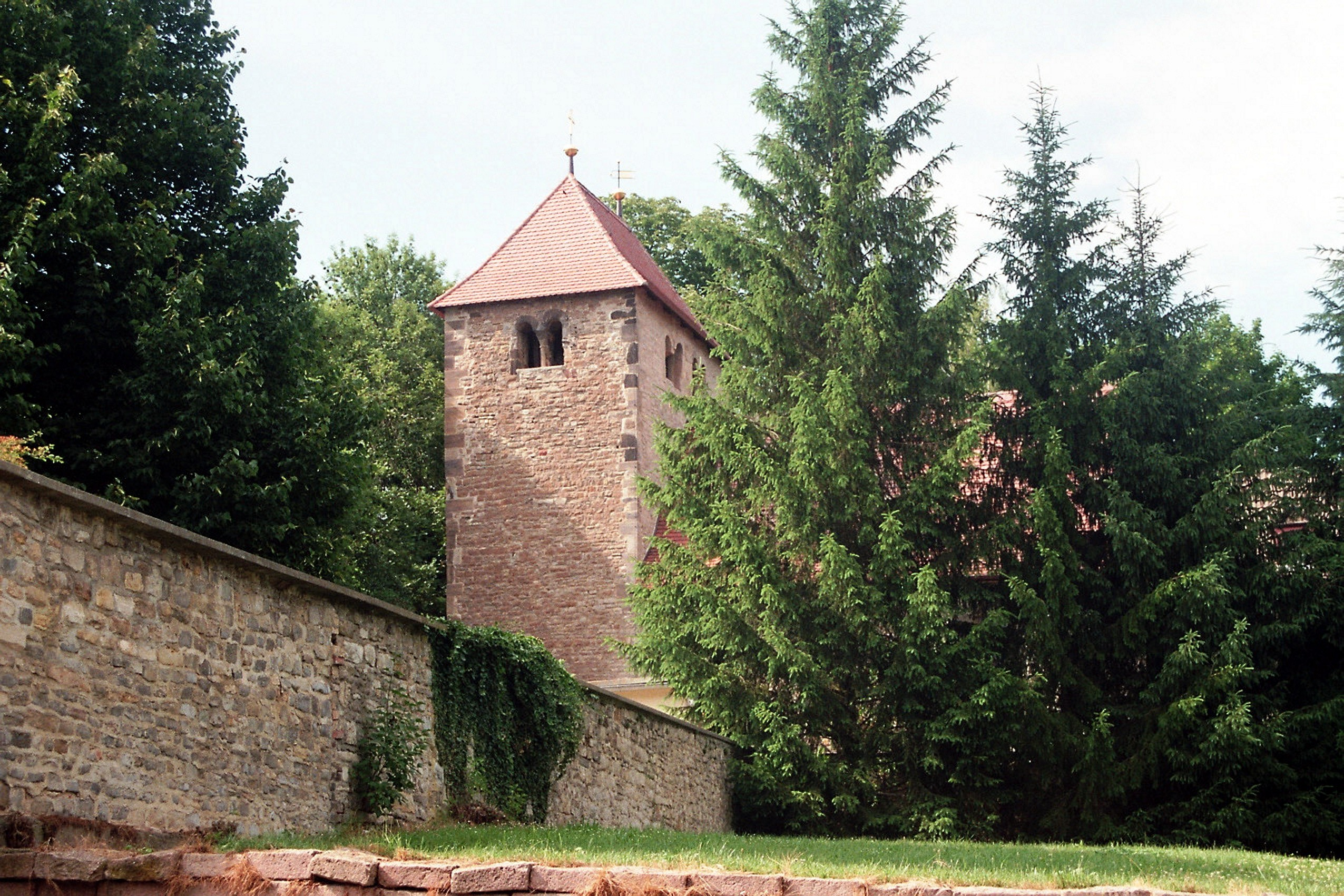
Kirchturm (2008)

Die St.-Andreas-Kirche  ist die evangelische Kirche im zur Stadt Gerbstedt gehörenden Dorf Heiligenthal in Sachsen-Anhalt.
Sie befindet sich in der Straße Schulweg im Süden des Dorfes. Die Gemeinde gehört zum Kirchenkreis Eisleben-Sömmerda der Evangelischen Kirche in Mitteldeutschland und zählt 80 Mitglieder (Stand 2019).

## Architektur und Geschichte
Die spätromanische Saalkirche geht in ihrem Kern bis auf die zweite Hälfte des 12. Jahrhunderts zurück. Sie wurde aus Feldsteinen errichtet und verfügt über einen eingezogenen Chor auf rechteckigem Grundriss. Anfang des 16. Jahrhunderts erfolgte ein Umbau. Weitere Umbauten fanden 1708 und 1737 statt, wobei 1708 an die Nordseite des Chors ein Gruftanbau erfolgte.
Der Kirchturm ist mit einem Querwalmdach bedeckt und verfügt über einen Uhrenerker. Nach Süden und Osten sind befinden sich Schallöffnungen, die als gekuppelte Rundbögen ausgeführt sind. An den eingestellten kleinen Säulen finden sich unterhalb von Sattelkämpfern Blatt- und Eckmaskenkapitelle.
Das Kirchenschiff verfügt an seinen Längsseiten über romanische Rundbogenfenster, von denen einige jedoch vermauert sind. Darüber hinaus bestehen Korbbogenfenster. An der Ostseite bestehen drei ausgesprochen schmale, hohe, gestaffelte Rundbogenfenster. In der Ostwand des Chors ist eine Gruppe von drei, leicht spitzbogigen Fenstern eingefügt.
Eine Restaurierung der Kirche erfolgte im Jahr 1914. In den 2000er und 2010er Jahren erfolgte eine Instandsetzung der Fassaden von Kirchenschiff, Chor und Anbau. Auch das Fundament wurde gesichert, Mauerwerk und der äußere Putz saniert. Auch Fenster und Türen wurden überarbeitet. Auch das Dach wurde erneuert.
Im örtlichen Denkmalverzeichnis ist die Kirche unter der Erfassungsnummer 094 65861 als Baudenkmal verzeichnet.

### Sturzpfostenportal

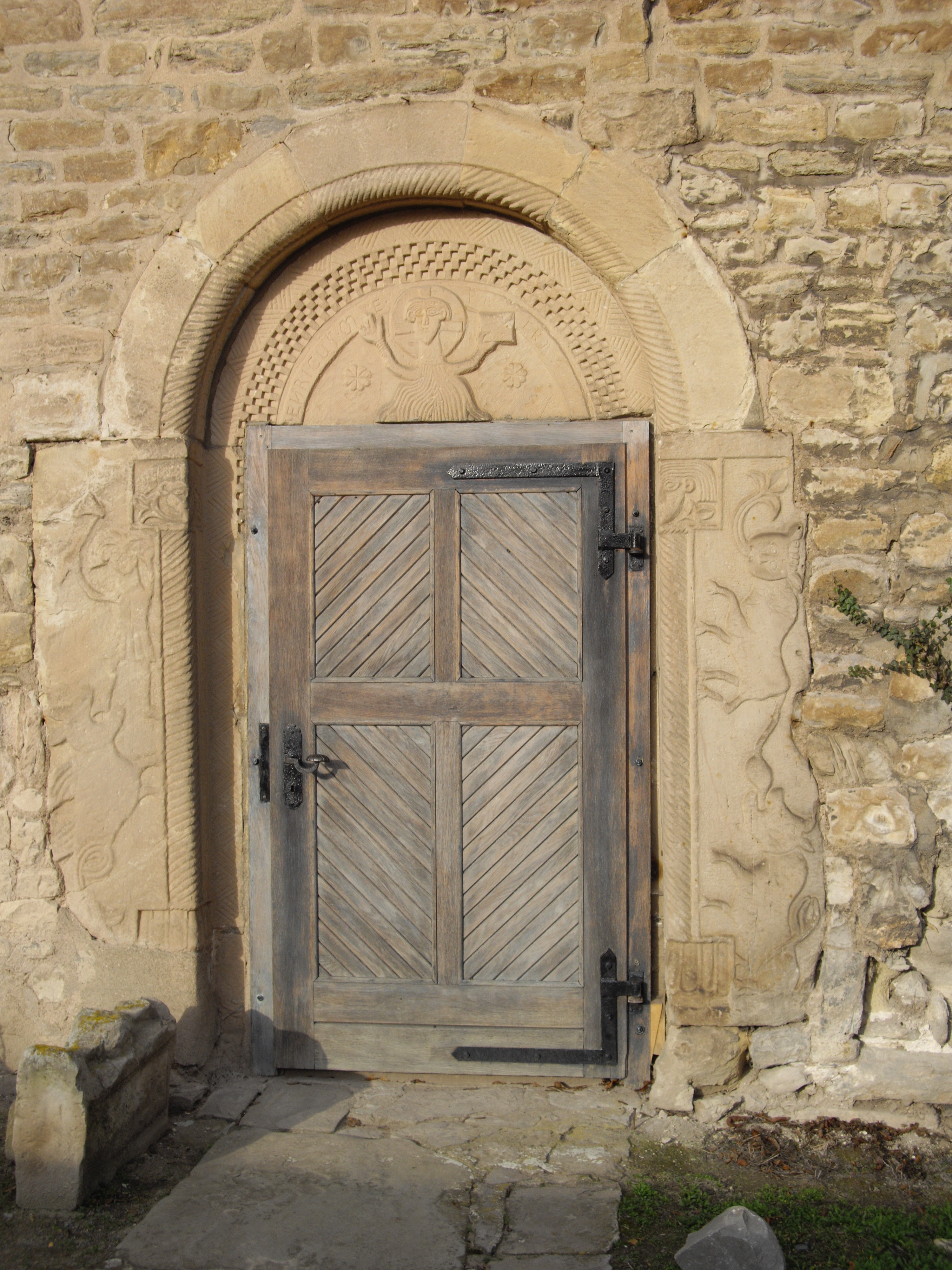
Sturzpfostenportal

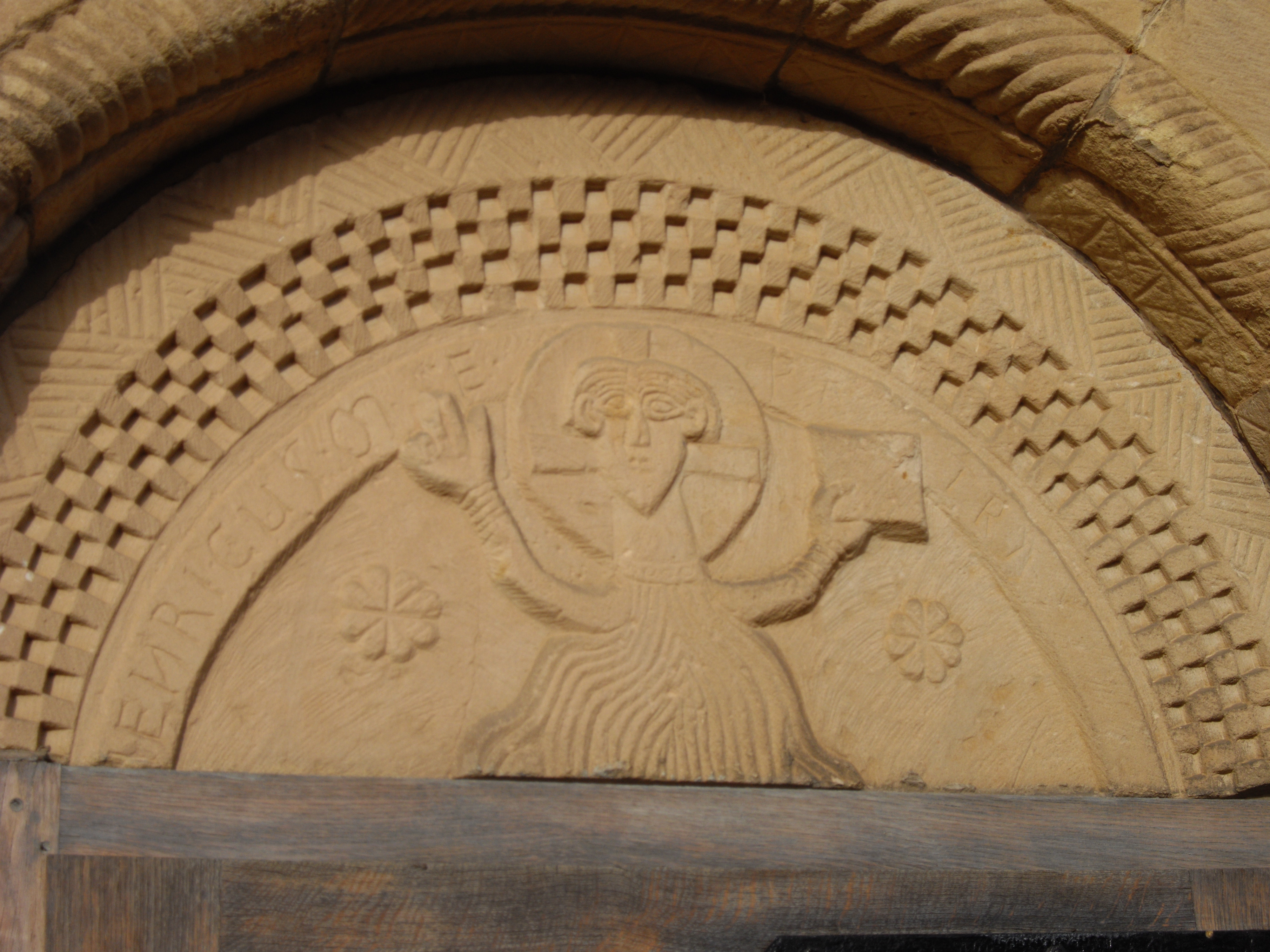
Darstellung im Tympanon des Portals

In der südlichen Wand des Kirchenschiffs ist ein bereits um 1170 entstandenes Sturzpfostenportal eingearbeitet. In der inneren Laibung des Bogens ist ein gekerbtes Zickzack- und Schachbrettmuster. Die Pfosten sind in Formen von Säulen gegliedert und mit Skulpturen von Köpfen an den Kapitellen verziert. An den Kanten der Pfosten findet sich ein umlaufender Taustab. Am linken Pfosten des Portals ist ein Mann mit erhobener Streitaxt dargestellt, der von einem Basilisken angegriffen wird. Der rechte Pfosten ist mit einem Fabelwesen verziert, das einen Löwen in den Schwanz beißt. Die Bedeutung dieser mythischen Darstellung ist unbekannt. Im Tympanon des Portals ist zwischen Rosetten eine Büste Christi als Salvator auf dem Wolkenberg dargestellt. In der linken Hand hält er eine Bibel, mit der Rechten segnet er.

### Innengestaltung und Ausstattung
Das Kirchenschiff wird von einer korbbogigen Holztonne überspannt. Zur Turmhalle hin besteht eine Öffnung durch zwei Rundbogenarkaden. Der Mittelpfeiler ist quadratisch ausgeführt und verfügt über einen Kämpfer. Im Schiff befindet sich eine barocke Hufeisenempore, die in ihrem nördlichen Teil zweigeschossig ausgeführt ist.
Zum Chor hin besteht ein als Rundbogen mit Kämpfern ausgeführter Triumphbogen. Der Chor wird ebenfalls von einer Holztonne überspannt, wobei diese niedriger ist als im Kirchenschiff. An der nördlichen Wand des Chors befindet sich eine Patronatsloge. Sie ist mit einem verkröpften Zahnschnittgesims versehen und verfügt über korinthische Säulen und Pilaster. In den Brüstungsfeldern befinden sich drei gemalte Allianzwappen und darunter die Jahreszahlen 1722, 1829 und 1890. Die Wappen sind mit geschnitztem Akanthus gerahmt. Das Chorgestühl an Süd- und Nordseite stammt aus dem Jahr 1722. An der Südseite des Chors befindet sich ein Buntglasfenster vom Ende des 19. Jahrhunderts mit einer Darstellung der Auferstehung Christi.
Der Kanzelaltar stammt aus der ersten Hälfte des 18. Jahrhunderts. Er ist geschnitzt und verfügt über seitliche Durchgänge. Bekrönt wird er von einer Trinitätsgruppe. Die Flankierung des Altars besteht aus ionischen Säulen und Blumengehängen. Der in der Kirche befindliche achteckige Taufstein ist spätgotisch.
Der Orgelprospekt ist dreiteilig ausgeführt. Er stammt aus der ersten Hälfte des 18. Jahrhunderts und ist mit Akanthus beschnitzt. Die Orgel ist eine Arbeit des Orgelbauers Wilhelm Rühlmann. Die Kirche verfügt über eine aus dem Mittelalter stammende Glocke.
Im nördlichen Anbau befindet sich in der Ostwand ein Urnengrabmal aus dem Jahr 1783 für Johann Ludwig von Bülow und seinen Sohn Busso Heinrich von Bülow.

## Friedhof
Auf dem zur Kirche gehörenden Friedhof steht das Grufthaus der Familie Schönfeld-Korck. Der Bau wurde 1894 auf quadratischem Grundriss aus Grauwacke mit roten Elementen aus Sandstein ausgeführt. Auf der Nordseite ist ein Portikus angefügt. Der Zugang zur Gruft erfolgt über eine Sandsteintreppe. Das Grufthaus verfügt im Inneren über eine Glaskuppel. Die Wandfelder sind mit Rundbögen umrahmt und waren ursprünglich mit Fresken verziert. Der Fußboden ist mit einem Mosaikboden belegt.
Im Übrigen befinden sich auf dem Friedhof barocke Inschriftengrabsteine und Urnengrabsteine im Stil des Klassizismus.